# Новогрудские мученицы
Новогрудские мученицы (известны альтернативные наименования: 11 мучениц из Новогрудка, Аделя Мардосевич и её сподвижницы) — группа из одиннадцати католических монахинь, расстрелянные гестапо 1 августа 1943 года в Новогрудке, на территории современной Белоруссии. Все монахини принадлежали к женской монашеской конгрегации «Сёстры Святой Семьи из Назарета» (назаретанки). Причислены к лику блаженных в Римско-Католической Церкви в 2000 году.

## История мученичества
Монахини прибыли в Новогрудок 4 сентября 1929 года по просьбе епископа Зигмунта Лозинского. В 1941 году во время немецкой оккупации были изгнаны из монастыря и жили у прихожан католического прихода.
В 1942 году немецкие оккупационные власти предприняли репрессии против еврейского и польского населения Новогрудка. Большая часть еврейского населения города была расстреляна. Польское население также подверглось гонениям: было расстреляно 60 человек, включая двух ксёндзов. Подобная волна репрессий повторилась в 1943 году. 18 июля 1943 года был арестованы 120 жителей Новогрудка и священник Зенкевич.
Настоятельница монастыря сестра Мария Стелла обратилась к немецким властям с просьбой отпустить арестованных, заменив их собой.
31 июля 1943 года немецкие власти арестовали 11 монахинь, которые на следующий день, 1 августа 1943 года, были расстреляны в лесу недалеко от Новогрудка.

## Список мучениц
«Мой Боже, если нужна жертва жизни, пусть лучше нас расстреляют, чем тех, у кого есть семьи – молимся даже за это».
1. Аделя Мардосевич (сестра Мария Стелла) — настоятельница монастыря
2. Ядвига Каролина Жак (сестра Мария Имельда)
3. Анна Коколович (сестра Мария Раймунда)
4. Юзефа Хробот (сестра Мария Канута)
5. Хелена Черпка (сестра Мария Гвидона)
6. Элеонора Анеля Юзьвик (сестра Мария Даниэля)
7. Юлия Рапей (сестра Мария Сергия)
8. Евгения Мацкевич (сестра Мария Канизия)
9. Паулина Боровик (сестра Мария Фелицита)
10. Леокадия Матушевская (сестра Мария Гелиодора)
11. Вероника Нармонтович (сестра Мария Боромея).

## Прославление
В день расстрела, 31 июля, одна из сестер-монахинь, не входившая в группу заложников — Малгожата Банась — несла послушание в больнице. Узнав о расстреле группы монахинь, она нашла место их казни и, впоследствии, была до самой своей смерти хранительницей их места захоронения, а также фарного костёла. Возможно, какая-либо из сестёр была похоронена ещё раненой, заживо, так как 19 марта 1945 года, после того, как была проведена эксгумация тел расстрелянных женщин, монахиня Сперанса Бартновская записала:
Наиболее поражала поза сестры Кануты. Скорее всего, она была только ранена, так присела на корточки в углу могилы и застыла со сплетёнными руками на коленях, склонив голову к земле, как будто задумалась, как будто в благословении…
В 1991 году останки сестёр были перезахоронены в саркофаг в каплице Фарного костёла.
18 сентября 1991 года начался процесс беатификации Новогрудских мучениц. 5 марта 2000 года Римский Папа Иоанн Павел II причислил Аделю Мардосевич и её сподвижниц к лику блаженных.